# Benoît Damon
Benoît Damon (eigentlich Serge Laplace; geboren 1959 oder 1960 in Genf) ist ein Schweizer Schriftsteller.

## Leben
Benoît Damon wuchs in Genf auf und lernte erst Bäcker-Konditor. Er arbeitet als Bibliothekar in Genf.
Sein älterer Bruder Yves Laplace (* 1958) ist ebenfalls Schriftsteller.

## Auszeichnungen
- 1993: Prix Pittard de l’Andelyn
- 2003: Schillerpreis

## Werke
- La Farine. Une confession, Paris 1991
- Un air de pipeau, Paris 1993
- Le Cœur pincé, Seyssel 1997
- Passage du sableur, Paris 2000
- Un grain de pavot sous la langue, Paris 2003
- Trois visites à Charenton, Seyssel 2012
- Ariana, Genève 2015
- Retour à Ostende, Ceyzérieu 2016
- Après les cendres, Genève 2021